# Laguna
Laguna je razmeroma plitva vodna površina z morsko vodo ali somornico, delno ali popolnoma ločena od morja z nasipom, koralnim grebenom ali podobno strukturo. Izraz izhaja iz latinske besede lacuna (dobesedno »prazen prostor«) in se je sprva nanašal na Beneško laguno. Laguni, v katero se izliva reka, pravimo tudi estuar.
V Latinski Ameriki izraz "laguna" pomeni jezero in je pogosto del toponima za neko jezero (npr. Laguna Catemaco v Mehiki ali Laguna Tonček v Argentini).

## Seznam lagun
- Beneška laguna
- Gradeška laguna
- Maranska laguna